# Appartements pontificaux
Les appartements pontificaux sont l'ensemble des appartements, privés, publics et religieux, entourant une cour (la cour de Sixte V, Cortile di Sisto V) sur deux côtés du troisième et dernier étage du Palais apostolique de la Cité du Vatican,.
Depuis le XVIIe siècle, les appartements papaux sont la résidence officielle du Pape en sa qualité religieuse (en tant que souverain pontife). Avant 1870, la résidence officielle du Pape en sa qualité temporelle (en tant que souverain des États pontificaux) était le palais du Quirinal, qui est aujourd'hui la résidence officielle du président de la République italienne. Les appartements papaux sont désignés en italien par plusieurs termes, notamment appartamento nobile et appartamento pontificio.

## Installations
Les appartements comprennent une dizaine de pièces dont un vestibule, un petit studio-bureau pour le secrétaire papal, le bureau privé du Pape, la chambre du Pape dans l'angle du bâtiment, une suite médicale (qui comprend du matériel dentaire et du matériel pour la chirurgie d'urgence), une salle à manger, un petit salon et la cuisine. Il y a un jardin sur le toit et des logements pour les femmes de ménage. C'est depuis la fenêtre de son petit bureau que le Pape salue et bénit les pèlerins de la place Saint-Pierre le dimanche,. La bibliothèque privée a été décrite comme une « vaste pièce dotée de deux fenêtres donnant sur la place Saint-Pierre ». La chapelle privée du Pape occupe le dernier étage du côté est du cortile di Sisto V.

## Résidence
Le pape vit habituellement dans les appartements papaux, sauf pendant les mois de juillet à septembre, lorsque le palais pontifical de Castel Gandolfo est la résidence d'été officielle. Trois des six derniers papes, Jean XXIII, Jean-Paul Ier et Jean-Paul II, sont morts dans les appartements papaux ; le quatrième, Paul VI, est mort à Castel Gandolfo, tandis que le cinquième, Benoît XVI, a démissionné et a vécu à Castel Gandolfo avant de s'installer dans le monastère Mater Ecclesiae au Vatican. Enfin, le pape François, après son élection, a refusé de séjourner dans les appartements pontificaux en faveur de sa résidence de deux pièces dans la résidence Sainte-Marthe, où il est mort.
Le pape Léon XIV devrait s'installer dans les appartements papaux.

## Rénovations

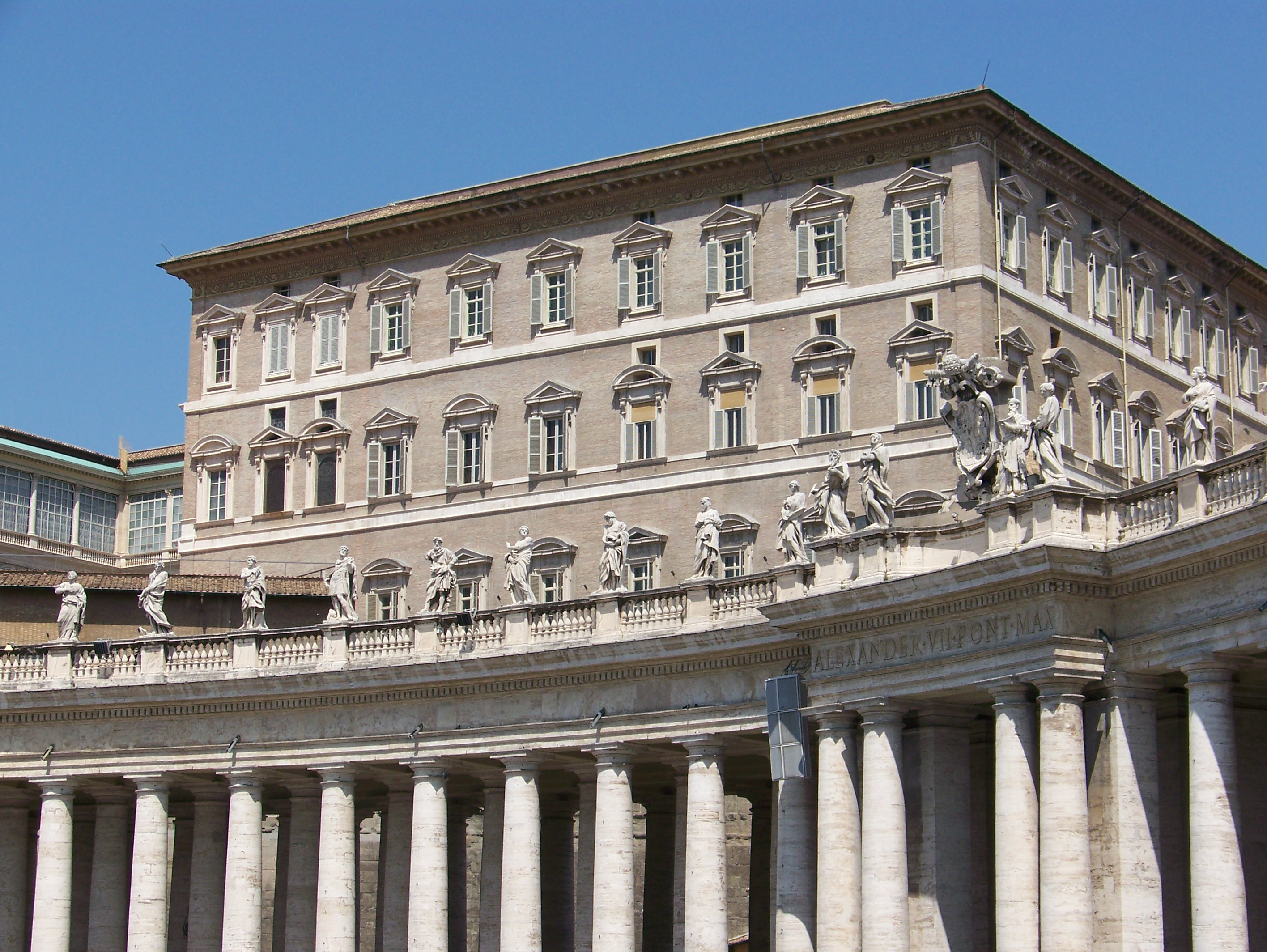
Palais apostolique, où se trouve l'appartement pontifical, vu de la place Saint-Pierre.

Les appartements papaux sont habituellement rénovés selon les préférences de chaque nouveau pape.
Avant la rénovation en 2005, à la suite du décès du pape Jean-Paul II et de l'élection du pape Benoît XVI, les appartements pontificaux auraient été en mauvais état, avec « un mobilier démodé et un manque d'éclairage » et de gros tambours placés dans le faux plafond pour attraper les fuites d’eau. La rénovation de 2005, réalisée sur trois mois alors que Benoît XVI était en résidence d'été au palais pontifical de Castel Gandolfo, comprenait la construction d'une nouvelle bibliothèque pour accueillir les 20 000 livres de Benoît XVI (placés exactement dans le même ordre que dans sa résidence précédente), l'amélioration du câblage électrique (les prises électriques de 125 volts, progressivement supprimées en Italie des années auparavant, ont été remplacées par des prises de 220 volts) et la plomberie (de nouveaux tuyaux ont été installés pour remplacer ceux « incrustés de rouille et de chaux »). Le système de chauffage a été réparé et la cuisine a été rénovée, apparemment avec de nouveaux fours, cuisinières et autres appareils offerts par une entreprise allemande. Les sols, constitués de dalles et de marqueteries de marbre du XVIe siècle, ont été restaurés. Le studio médical (« installé à la hâte dans le logement papal pour Jean-Paul II malade ») a été rénové et agrandi pour inclure des installations dentaires et la chambre papale a été entièrement refaite. Du papier peint et d’autres meubles ont été installés partout. Le projet a été réalisé par plus de 200 architectes, ingénieurs et ouvriers. Benoît XVI a également transféré ses effets personnels dans les appartements papaux, notamment un piano droit.

## Transfert
Le 21 octobre 2016, le Vatican a annoncé que le palais pontifical de Castel Gandolfo serait désormais ouvert au grand public dans le cadre d'un musée. Le palais était la dernière partie des appartements papaux à être ouverte au public sur une période de deux ans.